# إنترلوكين 25
إنترلوكين 25 (بالإنجليزية: Interleukin 25)‏ ويعرف أيضا باسم إنترلوكين 17 إي (بالإنجليزية: Interleukin 17E)‏ هو بروتين بشري مشفر في المورثة IL25.